# Pär Jansson

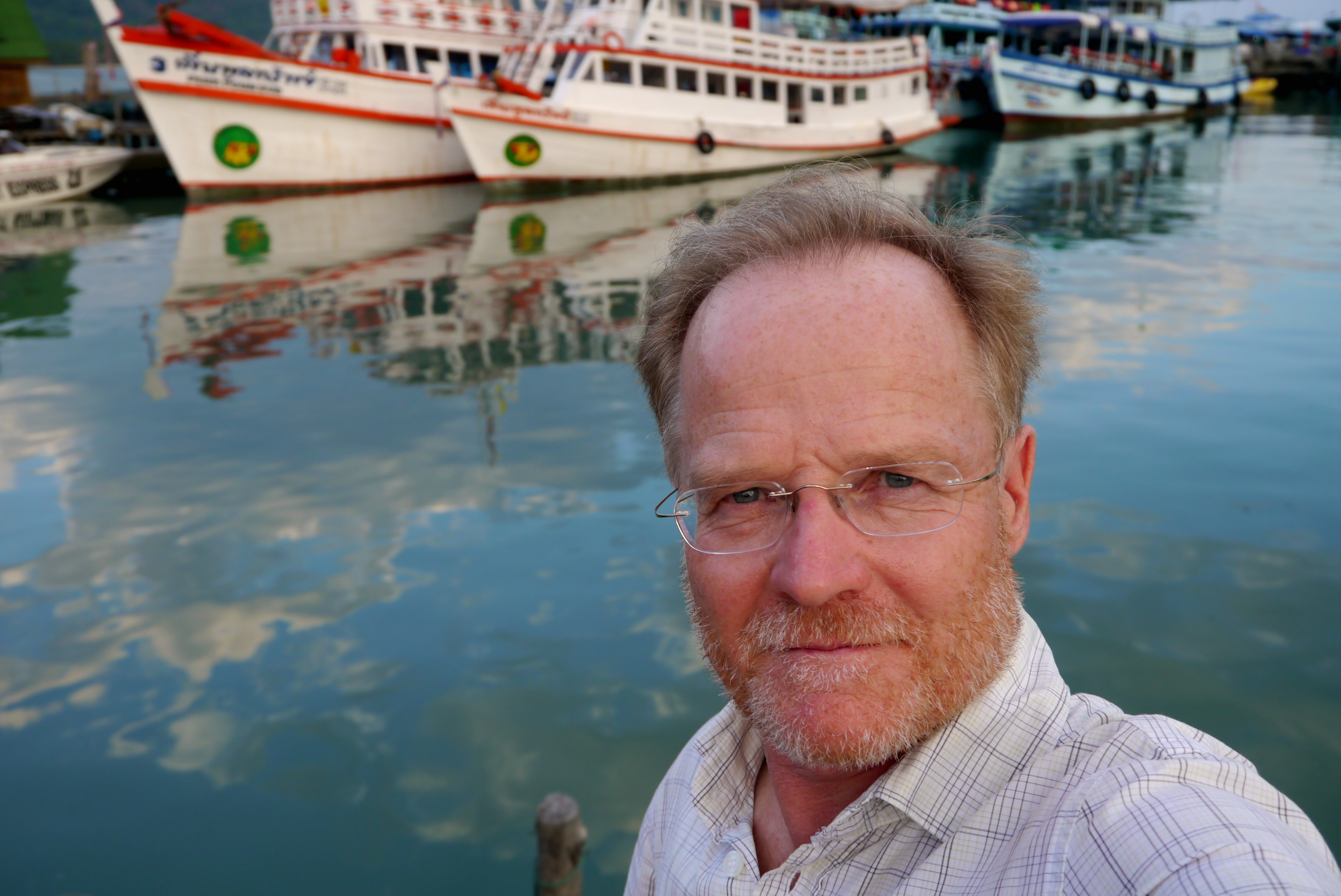
Pär Jansson.

Pär Jan Anders Jansson, född 14 november 1954 i Sunne i Värmland, är en svensk journalist och författare. 
Han utbildade sig vid Journalisthögskolan i Stockholm 1983–1984 och har även studerat historia, statsvetenskap och litteraturvetenskap vid Stockholms universitet. Han har arbetat på Upsala Nya Tidning, Svenska Dagbladet och tidningen Journalisten. På senare år har han specialiserat sig på Indien och skrivit flera böcker om landet.